# آبشار مای‌استیک
آبشار مای‌استیک (به انگلیسی: Mystic Falls) آبشاری است که در پارک ملی یلوستون، ایالات متحده آمریکا واقع شده و ارتفاع کلی ریزشگاه آن ۷۰ فوت (۲۱ متر) است.